# 738년

## 연호
- 당(唐) 개원(開元) 26년
- 일본(日本) 덴표(天平) 10년

## 기년
- 당(唐) 현종(玄宗) 27년
- 신라(新羅) 효성왕(孝成王) 2년
- 발해(渤海) 문왕(文王) 2년

## 문화
- 거조사 건립

## 사망
- 백제(百濟)의 공주(公主) 부여태비(扶餘太妃)